# Jevgeni Boesjmanov
Jevgeni Aleksandrovitsj Boesjmanov (Russisch: Евгений Александрович Бушманов) (Tjoemen, 2 november 1971) is een Russisch voetbalcoach en voormalig voetballer. Boesjmanov speelde doorgaans als centrale verdediger. Hij speelde 7 interlands in het Russisch voetbalelftal.

## Clubcarrière
Op het palmares van Boesjmanov staan vier Russische landstitels, dewelke hij veroverde met Spartak Moskou verdeeld over twee periodes bij de club. Boesjmanov won de Premjer-Liga specifiek in 1992, 1998, 1999 en 2000. Voorts kwam hij uit voor Sjinnik Jaroslavl, CSKA Moskou, Torpedo Moskou en Krylja Sovetov Samara.
Boesjmanov stopte in 2003 met voetballen op de voor een verdediger relatief jonge leeftijd van 31 jaar. Daarna stapte hij het trainersvak in.

## Interlandcarrière
Boesjmanov won in 1990 het Europees kampioenschap voetbal onder 21 met de beloften van (toen nog) het voetbalelftal van de Sovjet-Unie.
Boesjmanov werd door de Russische bondscoach Oleg Romantsev geselecteerd voor het Europees kampioenschap voetbal 1996 te Engeland.

## Erelijst
| Competitie                              |                |                        |                |                |
| Competitie                              | Aantal         | Jaren                  |                |                |
| Spartak Moskou                          | Spartak Moskou | Spartak Moskou         | Spartak Moskou | Spartak Moskou |
| --------------------------------------- | -------------- | ---------------------- | -------------- | -------------- |
| Premjer-Liga                            | 1x             | 1992, 1998, 1999, 2000 |                |                |
| Sovjet-Unie                             |                |                        |                |                |
| Europees kampioenschap voetbal onder 21 | Goud           | 1990                   |                |                |